# Distretto di Aïn Kihal
Il distretto di Aïn Kihal è un distretto della provincia di ʿAyn Temūshent, in Algeria, con capoluogo Aïn Kihal.

## Comuni
I comuni del distretto sono:
- Aïn Kihal
- Aghlal
- Aoubellil
- Aïn Tolba